# Santa Claus

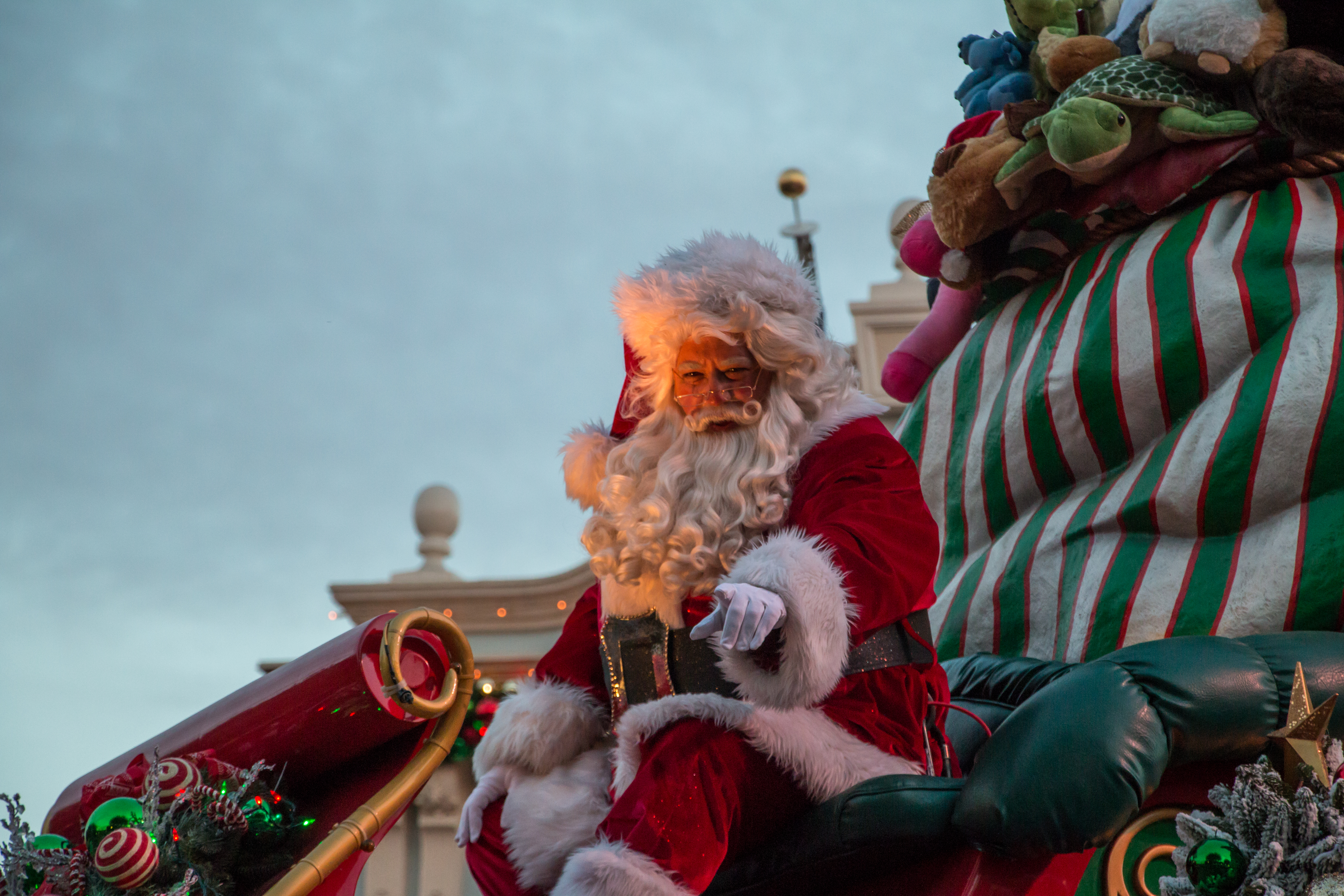
Santa Claus

Santa Claus (vagy egyszerűen csak Santa, magyarul néha Karácsony apó, helytelenül Mikulás) karácsonyi ajándékosztó figura. Különösen az angolszász világban népszerű (USA, Egyesült Királyság), de ezeken túl más, főleg protestáns országokban is, például Németország egyes részein, Hollandiában, Skandináviában, továbbá Észtországban és Lettországban. Kinézetre hasonló a magyar Mikuláshoz (idős, piros köpenybe öltözött ember), és hasonlóképpen Szent Miklós püspök legendájához kapcsolható.

## Története
Santa Claus figurája a 19. század elején jelent meg az Amerikai Egyesült Államokban, holland bevándorlók hagyományainak hatására. Már az 1770-es években feljegyezték a holland telepesek Szent Miklósnak (Sinter Klaasnak) szentelt ünnepét, az amerikaiak pedig hamarosan népszerűsíteni kezdték az ajándékhozó Szent Miklóst. Már 1809-ben történetet írtak a repülő szekéren utazó, jutalmazó püspökről. Egy 1821-ben keletkezett költemény már Santeclaus-nak nevezi (a Sinter Klaas elferdítése), rénszarvasok által húzott szánon ülő piros köpenyes alakként ábrázolja, függetleníti a vallásos jelentőségtől, és Szent Miklós ünnepe helyett karácsonyhoz köti. Clement Clarke Moore 1822-es The Night Before Christmas verse tovább építette Santa Claus figuráját és a hozzá kapcsolódó legendákat. Az 1840-es évekre Santa Claus közismert és népszerű figurává vált az országban.
Santa Claus az 1880-as években nyerte el modern, mai kinézetét és tulajdonságait: testes, kedélyes, fehér szakállú ember, szőrmével szegélyezett piros kabáttal, ajándékkal teli puttonyt cipelve. Ekkortól ábrázolják felnőtt emberként; korábban manóként, tündérként hivatkoztak rá. Egy városi legenda szerint a The Coca-Cola Company alkotta meg Santa Claus figuráját az 1930-as években, azonban ez nem igaz: már fél évszázaddal a Coca-Cola reklámok megjelenése előtt elnyerte jellegzetes kinézetét (bár a reklámok nagyban hozzájárultak az ábrázolás elterjesztéséhez).
Népszerűsége növekedésével Santa Claus Európába is behatolt, több országban kiszorítva a népi vagy vallásos karácsonyi figurákat. Nagy-Britanniában már az 1870-es években átvette a karácsonyi ajándékosztó szerepét, melyet az angoloknál korábban a zöldbe öltözött, magyalkoronás Father Christmas töltött be. Szintén a 19. században Németország északkeleti részén Weihnachtsmann (Karácsony-ember) vette át a hagyományos Christkind szerepét. Franciaországban, Olaszországban a karácsonyt jelképező betlehemet a második világháború után szorították ki a Santa Clausra alapozott „Karácsony apó”-figurák.

## Hagyományok, legendák

Karácsonyi harisnyák

- Santa Claus karácsony éjszakáján a kéményen keresztül hatol be a lakásba, és a kandallóra felakasztott harisnyákban helyezi el a gyermekeknek szánt ajándékot.[2] Ezt a szokását már az 1809-es és 1822-es irodalmi alkotásokban is megemlítik.[6] Karácsony előestéjén az amerikai gyermekek „karácsonyi harisnyákat” (Christmas stockings) akasztanak a kandallóra, közelében egy asztalon pedig süteményeket és tejet hagynak arra az esetre, ha Santa Claus megéhezik.
- Santa Claus repülő szánon közlekedik, melyet kilenc rénszarvas húz. A szán és nyolc név szerint említett szarvas már az 1822-es The Night Before Christmas költeményben megjelenik, a kilencedik, Rudolf, viszont csak 1939-ben.[2]
- Műhelye az Északi-sark közelében, egyes leírások szerint Lappföldön van. A manók itt készítik az ajándékokat, melyet Santa Claus karácsonykor szétoszt.[2] A gyerekek karácsony előtt levelet küldenek neki kívánságaikkal.
- Santa Clausnak felesége is van, melyet egy 1889-es vers népszerűsített.[6]

## Mikulás és Santa Claus
Számos ember nem tesz különbséget a Mikulás és Santa Claus fogalma között (sőt, egyesek a nem vallásos eredetű Télapó figurájával is összemossák). Valójában két különböző figuráról van szó.
| Mikulás                                                       | Santa Claus                                                             |
| ------------------------------------------------------------- | ----------------------------------------------------------------------- |
| Közép-Európa                                                  | főleg angolszász országok                                               |
| december 6-án jön                                             | december 25-én jön                                                      |
| Szent Miklós figuráján alapul, ma is van vallásos jelentősége | Szent Miklós figuráján alapul, nincs vallásos jelentősége               |
| az égben lakik                                                | Lappföldön lakik                                                        |
| krampusz kíséri / segíti                                      | manók és rénszarvasok kísérik / segítik                                 |
| gyalog jár                                                    | rénszarvasok húzta repülő szánon jár, a kandalló kéményén ereszkedik le |
| az ablakba tett cipőbe teszi az ajándékot                     | a kandallóra akasztott harisnyákba teszi az ajándékot                   |
| édességet, déligyümölcsöt, virgácsot hoz                      | főleg játékokat, nagyobb ajándékokat hoz                                |
| általában enyhén túlsúlyos, azonban szikár alkatú is lehet    | mindig testes alkatú                                                    |
| mindig hosszú szakállal ábrázolják                            | nem mindig ábrázolják hosszú szakállal                                  |
| hosszú piros palástot, püspöksüveget hord                     | rövid piros kabátot, övet, bojtos sapkát hord                           |